# سدریک روزیی
سدریک روزیی (انگلیسی: Cédric Rossier؛ زادهٔ ۹ فوریهٔ ۱۹۵۷) دوچرخه‌سوار اهل سوئیس است.